# Alex R. Gibbs
Pour les articles homonymes, voir Gibbs.
Alex R. Gibbs, né en 1967, est un astronome américain.

## Biographie
Alex R. Gibbs est un technicien d'observatoire qui fait partie de l'équipe du Catalina Sky Survey: bien que n'étant pas astronome de profession, il a réalisé de nombreuses découvertes.
L'astéroïde (14220) Alexgibbs lui a été dédié.

## Découvertes
À côté de nombreux[Combien ?] astéroïdes, par exemple 2007 HB15, 2010 MW1 ou encore (221628) Hyatt (dédié à son père, Hyatt M. Gibbs), Gibbs a découvert plus d'une trentaine de comètes : voir l'article Comète Gibbs pour la liste complète.